# Лебедев, Борис Иванович (библиотекарь)
Борис Иванович Лебедев (26 апреля [8 мая] 1878, Москва — декабрь 1944, Москва) — российский и советский библиотечный работник, участник Первой мировой войны, Георгиевский кавалер.

## Биография
Младший из детей потомственного дворянина И. Д. Лебедева родился в Москве 26 апреля (8 мая) 1878 года. После окончания в 1898 году 1-й московской гимназии, где его отец когда-то был директором, поступил на юридический факультет Московского университета, который окончил в 1903 году с дипломом 1-й степени. Получил звание помощника присяжного поверенного.
В 1903 году стал слушателем Московского сельскохозяйственного института. Учёбу прервала начавшаяся русско-японская война. Поступил, вольноопределяющимся, на службу в 3-й гренадерскую артиллерийскую бригаду Отдельного гренадерского корпуса; в феврале-июне 1904 года принимал участие в обороне Порт-Артура.
В 1906—1911 гг. — руководитель практических работ, преподаватель законоучения и заведующий библиотекой Григорковской низшей сельскохозяйственной школы.  Затем, в 1911—1913 году, заведовал земской публичной библиотекой в Благуше.
Участвовал в Первой мировой войне — поручик 57-й артиллерийской бригады Северо-Западного фронта, с 1916 года, в составе 44-го армейского корпуса Западного фронта; был членом юридической комиссии штаба Особой армии. Был награждён за отличия орденом Святого Георгия IV степени, орденами Святой Анны III степени с мечами и IV степени с надписью "за храбрость", Святого Станислава I с мечами и II степеней с мечами, а также медалями «В память Русско-японской войны» на Александровско-Георгиевской ленте, «В память 100-летия Отечественной войны 1812 года» на Владимирской ленте и крестом «За Порт-Артур». 
После октябрьского переворота по декрету СНК от 16 декабря 1917 года был лишён офицерского чина, всех наград и знаков отличия, а также права на офицерскую пенсию; в январе 1918 года демобилизован в чине поручика. В 1919 году решением Хамовнического народного суда Москвы по 4-му отделению освобождён от службы в Красной армии по религиозным и моральным убеждениям.
Работал на различных должностях в Государственном Румянцевском музее; с 1924 года — Государственной библиотеки СССР им. В. И. Ленина: в 1918—1920 гг. — заведующий Научным кабинетом, заведующий Подотделом научного и специального инструктирования; в 1919—1922 гг. — секретарь Библиотечной конференции и секретарь Совещания заведующих отделами, одновременно — заведующий Распорядительным отделом и Научным отделом; в 1922—1928 гг. — заведующий Административным отделом; в 1924—1928 гг. — главный библиотекарь; в 1926—1929 гг. — заведующий Отделом хранения и учёта и заведующий Подотделом специального хранения. После «чистки» 1929 года смещён на должность помощника библиотекаря Отдела комплектования фондов..
В феврале 1930 года арестован по обвинению в шпионаже, находился во внутренней тюрьме ОГПУ. Вскоре был освобождён и вернулся в Ленинскую библиотеку на должность помощника библиотекаря. В 1931 году снова назначен главным библиотекарем и занял должность заместителя заведующего Отделом книжного фонда библиотеки. В 1936 году был уволен из Ленинской библиотеки «по состоянию здоровья». С 1936 года и до начала Великой Отечественной войны работал библиотекарем в одной из средних школ Москвы.
Б. И. Лебедев был автором главы «Организация библиотеки» и одним из составителей сборника: Государственный Румянцевский музей: Путеводитель: Ч. I. Библиотека. — М.; Петроград: Изд-во Л. Д. Френкель, 1923. — 238 с.
Умер в Москве в декабре 1944 года; место захоронения не установлено.

## Семья
Его жена Любовь Сергеевна, урождённая Александровская (1889, Карабаново — 1964, Москва) — дочь потомственного почётного гражданина, управляющего фабрикой Барановых в селе Карабанове Сергея Дмитриевича Александровского (1861—1938) и Софьи Алексеевны Юницкой — окончила с золотой медалью и званием домашней наставницы Усачевско-Чернявское женское училище; в советское время преподавала пение в ряде московских средних школ, с 1945 года — старший научный сотрудник Отдела музыкального искусства Института художественного воспитания АПН РСФСР. Она — автор ряда трудов: Хоровое пение как средство воспитания школьника. ― М.: АПН РСФСР, 1948; Воспитательная работа в хоре мальчиков. ― М.: Изд-во АПН РСФСР, 1950.
Дочь Л. С. и Б. И. Лебедевых  — кандидат геолого-минералогических наук, доцент Наталия Борисовна Лебедева (1918—1999) была одним из ведущих преподавателей кафедры динамической геологии геологического факультета МГУ им. М. В. Ломоносова, автором и соавтором научных монографий, учебников и учебных пособий по общей геологии, геотектонике и тектонофизике, в том числе «Пособия по общей геологии», выдержавшего пять изданий . Её гражданским мужем был математик Израиль Абрамович Брин (1919, Саратов — 2011, Москва), дед одного из основателя компании Google Сергея Брина, старший брат заслуженного тренера СССР А. А. Колмановского и троюродный брат народного артиста СССР Э. С. Колмановского. Сын Н. Б. Лебедевой и И. А. Брина — Александр Израилевич Лебедев (1945—1997) — был женат на дочери академика М. Д. Миллионщикова — Татьяне.
Похоронена Н. Б. Лебедева, как и её мать и сын, на Введенском кладбище Москвы.